# Crisis psicohistórica
Crisis psicohistórica (originalmente en inglés: Psychohistorical crisis) es una novela de ciencia ficción escrita por Donald Kingsbury y publicada por primera vez en 2001. Basada en la novela corta del mismo autor "Historical Crisis" —publicada en 1995 en la antología Far Futures—, la obra es una reimaginación del universo de la Trilogía de la Fundación de Isaac Asimov, aunque dado que no tuvo el respaldo de los albaceas literarios del fallecido Asimov, no cuenta con los nombres propios específicos de la trilogía original, los que fueron alterados.
Ambientada cerca de dos mil años después de los principales acontecimientos narrados en Segunda Fundación, la novela muestra un consolidado y apacible Segundo Imperio Galáctico, controlado por los —ahora expuestos— psicoacadémicos.
La obra obtuvo en 2002 el premio anual Prometheus a la mejor novela de ciencia ficción libertaria.

## Argumento
La novela transcurre en varios planos temporales, los que corresponden a diferentes hilos argumentales que confluyen en un clímax centrado en la historia del protagonista llamado Eron Osa. La novela ignora toda referencia al plan Gaia-Galaxia elaborado por Isaac Asimov y al papel de los robots en el desarrollo de la ciencia de la psicohistoria, temas expuestos en sus últimas novelas de la Serie de la Fundación; por el contrario, el argumento se basa en los parámetros originales establecidos en la Trilogía de la Fundación (novelas Fundación, Fundación e Imperio y Segunda Fundación), es decir, la efectiva formación del Segundo Imperio Galáctico bajo la dirección de los psicohistoriadores de Trántor. Inclusive, el autor ironiza en ciertos pasajes con el papel de los robots, tal como en el capítulo 12, en que presenta a un antiguo robot de nombre Danny Boy (aludiendo al famoso robot asimoviano Daneel Olivaw, rector del destino de la Galaxia y cocreador de la psicohistoria) reducido a la función de director de una junta de vecinos local. Tampoco le da importancia a los poderes mentales que ejercían los psico académicos en la trilogía mencionada, sino que los considera como la consecuencia de la aplicación de la llamada "sonda psíquica ajustada"  usada por Cloun-el Terco (el Mulo en la Serie de la Fundación) en contra de sus enemigos.  El argumento desarrolla los principios de que toda acción de gobierno provoca inevitablemente una reacción, sea de apoyo u oposición; también, de que no es posible para una organización mantener el secreto en forma indefinida acerca de sus métodos y planes, que tarde o temprano el secreto se hace público y que ese conocimiento será empleado en su contra; asimismo, que es imposible para una organización mantener la unidad de propósito, fraccionando en diversas facciones que lucharán entre sí por imponer su visión del futuro; finalmente, que es imposible evitar que el libre albedrío de la humanidad sea anulado por una predicción matemática o del tipo que sea, pues surgirán aquellos que la contra predigan. 
La novela comienza cuando Eron Osa, un psicohistoriador de octavo nivel, es "ajusticiado" por un tribunal debido a una grave falta cometida en contra de la Hermandad (los psico académicos de Espléndida Sabiduría, Trántor en la Serie de la Fundación). La pena: la destrucción de su "fam", un objeto cibernético que se inserta en el cerebro y que sirve para potenciar miles de veces las funciones mentales normales de un ser humano, y que todos los habitantes de la Galaxia usan. 
En retrospectiva, 20 años antes, Hahukum Konn, el segundo dirigente de la Hermandad, sospecha la existencia de una desconocida conspiración entre las estrellas que amenaza el Plan creado por los psico académicos, con base en las ecuaciones del creador de la ciencia predictiva, llamado el Fundador (Hari Seldon en la Serie de la Fundación). Konn decide investigar a fondo la anomalía y erradicarla, pero para eso necesita un pupilo aventajado y cree encontrarlo en Eron Osa.
Osa es un joven poseedor de una personalidad atrevida y fuerte, proveniente del planeta Agander e hijo de un alto funcionario local. Pronto llama la atención de su tutor Hiranimus Scogil, un agente de Supervisión, una organización secreta que ha luchado durante siglos en forma subterránea en contra del Segundo Imperio, usando métodos psico históricos aprendidos a partir de las memorias de Tamic Smythos (Pelleas Anthor en la Serie de la Fundación). Smythos fue un psicohistoriador que, junto a otros compañeros, fue sacrificado por la Hermandad, como una forma de despistar a las autoridades del planeta Límite (Términus en la Serie de la Fundación) acerca de la ubicación real del grupo, suceso narrado en Segunda Fundación de Isaac Asimov.  Scogil percibe todo el potencial matemático de Eron y decide usarlo, sin que él lo sepa, como agente infiltrado en la Hermandad. Con ayuda de su pareja Nemia y de Rigone, expertos programadores, manipulan el fam de Eron con el pretexto de realizar ciertas actualizaciones que él mismo ha solicitado. Sin embargo, en forma camuflada, introducen programas ocultos que inducen al joven a sentir aversión por mantener indefinidamente el secreto. Enseguida, Scogil lo matricula en la universidad de Asiria en Límite. En la universidad hace rápidos progresos matemáticos que llaman la atención de los decanos, los cuales, a través de Rigone, lo contactan con Konn, al cual lo presentan como un promisorio estudiante de matemáticas y candidato a integrarse en la Hermandad.
Paralelamente, Scogil hace contacto con otra organización de resistencia: la Regulación. Esta opera en Espléndida Sabiduría y uno de sus líderes es un noble arruinado, Kikaju Jama, el cual está muy interesado en descubrir el paradero del planeta Zurln (Zoranel en la Serie de la Fundación), el cual fue la prisión del grupo al que perteneció Tamic Smythos. Scogil y Jama se contactan en Límite y pactan encontrar juntos el mundo, así como compartir la información que descubran. Después de una travesía por la Galaxia llegan a Zurln y Jama descubre los escritos del grupo ocultos en una mina subterránea. Tales escritos son una descripción detallada del Plan y la metodología usada por el Fundador. Junto con esto, Scogil se las arregla para que lo destaquen en Espléndida Sabiduría como impulsor de otro gran plan de Supervisión, consistente en desestabilizar el monopolio del conocimiento psicohistórico de la Hermandad mediante el fomento de la pseudociencia de la astrología. Supervisión reparte por toda la Galaxia los llamados huevos de Corón, que son aparatos proyectores de alta tecnología que sirven a los astrólogos para sus predicciones; ocultas en su programación van las fórmulas matemáticas de la psicohistoria que permitirán a la casta de astrólogos hacer sus propias predicciones matemáticas. 
Mientras tanto, Eron Osa toma contacto con su nuevo mentor Hahukum Konn, en el planeta Rith (Tierra en la Serie de la Fundación). Rith es un mundo que vive de sus antigüedades y poblado por estafadores y falsificadores de reliquias. En Rith su mentor coloca a Eron en un intenso entrenamiento psicohistórico. Los progresos de Eron inducen a Konn a aceptarlo en la Hermandad haciéndole jurar el riguroso secreto acerca de los métodos y el conocimiento de la psicohistoria. Eron y Konn abandonan Rith y juntos se dirigen a Espléndida Sabiduría, donde el joven asciende de categoría y se transforma en un experto. Su afán por la investigación lo lleva a estudiar el efecto que causa la necesidad del secreto; hace una rigurosa investigación y descubre con horror que la Galaxia está inmersa en una gran crisis psicohistórica. Por un lado, la mantención del secreto acerca de los métodos y planes de los psicohistoriadores tiene sus propias dinámicas que tarde o temprano llevan a que éste se haga público; por otro, la misma Hermandad tiende a fraccionarse en grupos opuestos entre sí que tratan de imponer por la fuerza su visión del futuro de la Galaxia. A su vez, la acción de la Hermandad provoca la reacción de sus oponentes y la adopción de sus mismos métodos psicohistóricos; por toda la Galaxia han surgido y seguirán surgiendo grupos de resistencia que darán al traste con el Segundo Imperio. Eron se ve impelido a advertir a Konn de sus hallazgos, pero éste no le cree. Se ve en la necesidad de pasarse al bando de Jars Hanis, el primer nivel de la Hermandad y rival de Konn, pero éste tampoco le cree. Decepcionado, Osa comete el máximo acto de traición a la Hermandad: publica sus hallazgos. Rápidamente es apresado, sus escritos retirados de circulación, enjuiciado y condenado a la destrucción de su fam. Eron pierde gran parte de sus facultades mentales y comienza un progresivo, pero rápido reaprendizaje de sus habilidades y de la memoria.
Por su parte, Scogil es descubierto y perseguido por la policía del régimen. En esta cacería pierde la vida, pero logra transferir al fam su personalidad y sus recuerdos, alcanzando a contactarse con Rigone para que lo retire y se lo entregue a Eron. Este, desorientado, logra contactarse con Otaria, una joven miembro del grupo de Regulación, para solicitarle una copia de su propio trabajo. Se juntan, pero por temor a que Eron sea vigilado por la policía, Otaria huye. Eron recibe un mensaje personal enviado por Scogil antes de morir citándolo en el bar de Rigone para que éste le entregue el fam. Eron acude al local y Rigone se lo implanta. Eron comienza a usar el nuevo fam a sabiendas de que en su interior existe el ánima de Scogil y con la cual pronto entra en un animado diálogo. Abandona a Rigone y se lleva a Petunia, la hija de Scogil, la cual también buscaba el fam de su padre con la esperanza de encontrarlo con vida. En cierto momento el fam de Scogil toma control de la voluntad de Eron induciéndolo a proteger y amar a la joven.
Otaria solicita una cita con los dirigentes de Regulación para explicarles el trabajo de Osa; la organización decide contactarse con Eron a fin de que explique por sí mismo los alcances de su monografía. En el momento de la cita les cae encima la policía enviada por Konn: Jama pierde la vida, Eron y Otaria son apresados y recluidos en las dependencias del Liceo (la Biblioteca imperial en la Serie de la Fundación). Eron se entera de que Konn acaba de dar un golpe de Estado y depuesto a Jars Hanis. Konn visita a Eron y le pide que testifique en contra de Janis, acusado de haber ignorado una crisis inminente. Pero a cambio, Eron lo desafía a que contrasten sus propios modelos teóricos matemáticos en una guerra simulada que durará 100 años. Konn, seguro de ganar, acepta el desafío. Durante tres meses ambos modelos compiten entre sí prediciendo y contra prediciendo la futura situación de la Galaxia.  Konn constata que el Segundo Imperio comienza a desintegrarse presa de conflictos intestinos y que en un plazo de 80 años Espléndida Sabiduría será saqueada nuevamente. La dificultad esencial es que el monopolio de la ciencia psicohistórica ejercido por la Hermandad ha quedado hecho trizas por la acción de cientos de grupos de resistencia que usan sus mismos métodos matemáticos. Konn reconoce su derrota y se allana a que Eron aplique su conocimiento en un nuevo modelo que prevenga el triste futuro; pero este nuevo modelo de predicción rechaza el secreto del conocimiento psicohistórico y lo fomenta por la Galaxia. 
La novela termina con Eron sintiéndose completamente realizado.

## Premios
- 2002: premio anual Prometheus a la mejor novela de ciencia ficción libertaria.[1]

## Recepción
Peter Heck la declaró «quizá la mejor demostración a la fecha del perdurable impacto de la visión de Asimov en el trabajo de sus pares». El crítico Miquel Barceló, en la presentación de la novela en su edición en castellano, declara que "Donald Kingsbury se ha atrevido por fin a rivalizar realmente con el maestro Asimov, al que llega incluso a vencer con sus propias armas".